# Жан де Лузиньян
Жан де Лузиньян (фр. Jean de Lusignan; 1329/1330 — 1375, Никосия), известный также как Жан Антиохийский, — государственный и военный деятель Кипрского королевства, третий сын короля Гуго IV де Лузиньяна, регент (в 1362—1365, 1369—1372) и коннетабль королевства (в 1358—1375), один из предводителей кипрских войск в кипро-генуэзской войне 1373—1374 годов. Титулярный князь Антиохии (с 1345 года).

## Биография
Жан де Лузиньян родился в 1329 или 1330 году четвёртым ребёнком в семье короля Кипра Гуго IV де Лузиньяна и его второй жены Алисы д’Ибелин. По свидетельству хрониста Леонтия Махеры, в 1349 году молодой Жан вместе со своим старшим братом Пьером без дозволения отца тайно оставили Кипр и отправились на Запад для того чтобы «посмотреть мир и попробовать жизни на чужбине», однако по приказу короля их нашли и вернули домой. В качестве наказания Гуго IV заключил сыновей в тюрьму в Кирении, а всех их пособников приказал казнить.
В 1358 году после коронации своего брата Пьера I Жан де Лузиньян был назначен коннетаблем Кипрского королевства и получил титул князя Антиохийского. В 1362—1365 годах во время путешествия короля Пьера по Европе исполнял обязанности регента. В августе 1365 года Жан де Лузиньян во главе кипрских войск встретил возвращавшегося короля на о. Родос.
В марте 1367 года руководил обороной Корикоса от нашествия турок, успешно отразил осаду и разбил турецкие войска в открытом бою. В мае 1367 года Жан де Лузиньян командовал одной из галер во время морского походе короля Пьера I в Атталию, в которой назревал мятеж против короля. В 1368 году ненадолго был назначен регентом королевства на время отъезда короля Пьера I.
В январе 1369 года Жан де Лузиньян был одним из организаторов и руководителей убийства своего брата короля Пьера I. После возведения на престол его несовершеннолетнего племянника Пьера II, по решению Высшего совета Кипра был назначен регентом королевства вместе с королевой-матерью Элеонорой Арагонской. В 1370 году Жан де Лузиньян во главе кипрского флота совершил неожиданный рейд вдоль берегов Египта, Сирии и Киликии, в результате чего добился заключения мирного договора с египетским султаном, переговоры о котором его брат вёл с 1367 года.
После коронации и объявления Пьера II совершеннолетним в 1372 году Жан продолжал фактически управлять государством вместе со своим братом Жаком де Лузиньяном. Это привело к внутридинастическому конфликту с матерью короля Элеонорой Арагонской, желавшей получить власть в свои руки, а также отомстить за убийство своего мужа Пьера I. Ситуацию подогревал также папа римский Григорий XI, настоятельно требовавший передачи фактической власти в руки короля и подчинения Кипра Римской курии.
После начала кипро-генуэзской войне в апреле 1373 года вместе с братом Жаком возглавил оборону королевства. В октябре того же года вместе с королём Пьером II и королевой-матерью Элеонорой Арагонской становится пленниками генуэзцев и закованный в кандалы попадает в темницу, однако вскоре бежит и укрывается в замке Святого Иллариона в Киренийских горах. Успешно обороняет замок вплоть до заключения мирного соглашения с генуэзцами в октябре 1374 года (при этом у него в замке укрывается также бежавшая из плена королева Элеонора). По условиям мирного соглашения, вынужден был направить двух своих сыновей в Геную в качестве заложников.
В 1375 года был казнён в Никосии по приказу королевы-матери Элеоноры Арагонской.
В его честь была названа «Башня князя Жана» — одна из башен замка Святого Иллариона.

## Семья
16 апреля 1343 года Жан де Лузиньян женился на Констанции Сицилийской (1304/6 — после 19 июня 1344), дочери короля Сицилии Федериго II и вдове короля Киликийской Армении Левона V. Этот брак оказался бездетным. 14 апреля 1350 года Жан женился повторно, на этот раз на Алисе Ибелин (1325/30 — после 1374), дочери сенешаля Кипра Ги Ибелина. В приданое Жан де Лузиньян получил Аламинос, который достался Алисе от деда по отцовской линии. От этого брака родился один ребёнок:
- Жак де Лузиньян (до 1358—1395/7), титулярный граф Триполи с 10 октября 1372 года.

Кроме того, у Жана де Лузиньяна был внебрачный сын от Алисы де Жибеле:
- Жан де Лузиньян (ум. после 1410), титулярный сеньор Бейрута с 1385 года[1].